# Watagan Mountains
Watagan Mountains är en bergskedja i Australien. Den ligger i delstaten New South Wales, i den sydöstra delen av landet, omkring 240 kilometer norr om delstatshuvudstaden Sydney.
I omgivningarna runt Watagan Mountains växer i huvudsak städsegrön lövskog. Trakten runt Watagan Mountains är nära nog obefolkad, med mindre än två invånare per kvadratkilometer. Genomsnittlig årsnederbörd är 1 497 millimeter. Den regnigaste månaden är februari, med i genomsnitt 277 mm nederbörd, och den torraste är oktober, med 32 mm nederbörd.